# L'Encyclopédie
Enciklopedija (francosko L'Encyclopédie ou Dictionnaire raisonné des sciences, des arts et des métiers) je bila enciklopedija iz 18. stoletja, objavljena v Franciji. Izhajati je pričela leta 1751, zadnji zvezki so izšli leta 1772. Leta 1751 je d'Alembert napisal znani predgovor Discours preliminaire de l'Encyclopedie, v katerem je podal genealogijo in cilj znanosti. V Enciklopedijo je prispevalo veliko znanih osebnosti francoskega razsvetljenstva, med drugim Voltaire, Rousseau, Holbach in Montesquieu.
Veliko delo sta uredila Denis Diderot, kot glavni urednik in Jean le Rond d'Alembert, kot pisec večine člankov in urednik za matematiko. 
Enciklopedija je bila natisnjena v 4.255 izvodih. Osnovni del sestavlja 17 zvezkov besedil (71.818 člankov) in 11 zvezkov ilustracij. Dodatek (Le Supplément)  je izšel (1776-1777) v štirih zvezkih besedil in enem zvezku ilustracij. 
Celotna enciklopedija (z Dodatkom) obsega 74.000 člankov, 18.000 strani besedil. 
Leta 1759 je kraljevski svet odvzel Enciklopediji dovoljenje za izdajo (privilège, ki predpostavlja cenzorsko odobritev). Nekaj zvezkov je izšlo v tujini. Vzrok za preklic dovoljenja je bilo dosledno razsvetljenska usmeritev urednikov in avtorjev člankov, kar ni ustrezalo tedanjim cerkvenim krogom in pred-revolucionarni oblasti.